# Coelophthinia thoracica
Coelophthinia thoracica är en tvåvingeart som först beskrevs av Johannes Winnertz 1863.  Coelophthinia thoracica ingår i släktet Coelophthinia och familjen svampmyggor. Arten är reproducerande i Sverige. Inga underarter finns listade i Catalogue of Life.